# Sowjet
Sowjet (russisch сове́т ‚Rat‘) war die Bezeichnung für bestimmte Verwaltungsorgane in der Sowjetunion. Ursprünglich waren Sowjets die aus den Revolutionen von 1905 und 1917  hervorgegangenen basisdemokratischen Arbeiter- und Soldatenräte, die jedoch schon bald nach der Oktoberrevolution 1917 von den Bolschewiki dominiert und entmachtet wurden. Die 1936 von Josef Stalin eingeführten und ebenso machtlosen parlamentarischen Führungsgremien wurden – trotz des Widerspruchs zur Grundidee des Rätesystems – ebenfalls Sowjets genannt.
Der Plural „die Sowjets“ bezeichnet im Deutschen auch die Sowjetunion selbst, als z. B. staatlicher oder militärischer Akteur.

## Selbstverwaltung in Arbeiterkomitees

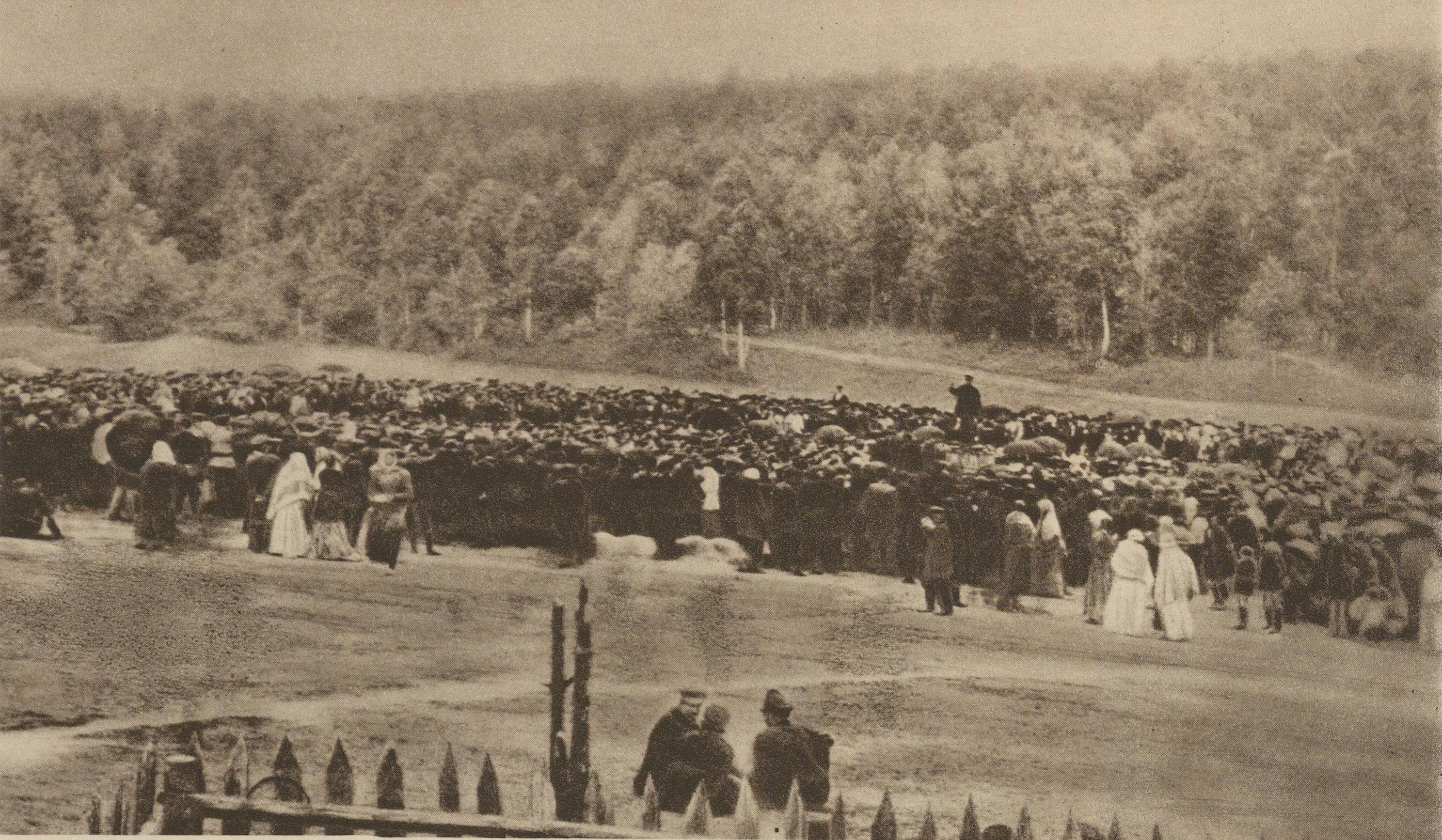
Arbeiterversammlung in Iwanowo (1905)

Über die Entstehung der Sowjets bestehen unter Historikern unterschiedliche Ansichten. Manfred Hildermeier gibt in Anlehnung an Oskar Anweiler als Geburtsstunde den Arbeitskampf in der von einer jungen Textilindustrie geprägten russischen Stadt Iwanowo-Wosnessensk an, in der von Mai bis Juli 1905 etwa 40.000 Arbeiter für zehn Wochen streikten. Zur Koordination und Verhandlungsführung wurde ein Deputiertenrat gegründet, der den Streik entscheidend prägte und ihm eine außergewöhnliche Geschlossenheit verlieh. Der Historiker Isaac Deutscher hingegen sieht die Entstehung des Sowjets als ungewollte Folge einer vom Zaren einberufenen Kommission, die die Vorfälle der Januar-Unruhen des Jahres 1905 in St. Petersburg untersuchen sollte. „Die Kommission hatte den Arbeitern befohlen, in den Fabriken ihre Vertreter zu wählen, damit sie ihre Klagen vorbringen könnten. Die Streikenden kamen im Oktober auf diesen Präzedenzfall zurück“, als der Petersburger Sowjet am 13. Oktober 1905 zum ersten Mal zusammentrat.

### 1905–1922
Die Bezeichnung Sowjet wurde in der russischen Revolution von 1905 bis 1907 geprägt, als sich Arbeiterkomitees der Betriebe und in Stadtteilen, die Funktionen der politischen und militärischen Macht ausübten, als Sowjets bezeichneten. Sie bildeten sich spontan. Zum ersten Vorsitzenden des bekanntesten, des Petrograder Sowjets war Nossarj Chrustaljew gewählt worden. Leo Trotzki, der nach der Verhaftung Chrustaljews Vorsitzender wurde, konstatierte, dass sie im gesamten Russischen Reich Sowjets bilden würden.
Im Zuge der russischen Februarrevolution von 1917 bildeten sich, entsprechend Trotzkis Aussage, überall Arbeitersowjets. Diese Sowjets wurden nach dem gleichen Modell wie die früheren Räte von 1905 eingerichtet, diesmal jedoch landesweit und auch als ein Teil der Exekutive. Der Petrograder Sowjet teilte sich in der Hauptstadt die Macht mit der nach dem Umsturz und der Abdankung der Romanows eingerichteten Provisorischen Regierung von Alexander Kerenski und der sie stützenden Duma. Inzwischen hatten sich deren Abgeordnete erheblich größere Entscheidungsgewalt als in der Zarenzeit erstritten. Damit begann die Zeit der Doppelherrschaft. Mit der Zuspitzung der sozialen Konflikte und der Entwicklung der revolutionären Gärungsprozesse schwenkten die zuerst stark mit den Menschewiki sympathisierenden Sowjets nahezu linear nach links, bis die Kommunistische Partei Russlands (Bolschewiki) um Lenin und Trotzki schließlich den größten Einfluss auf die in den Sowjets organisierten Arbeiter hatten. In der mit der Theorie der permanenten Revolution konformen Oktoberrevolution erklärte sich der von bolschewistischen Arbeiterdelegierten dominierte II. Allrussische Sowjetkongress zur neuen Obersten Instanz Russlands, vorerst bis zur Entscheidungsfindung der Russischen konstituierenden Versammlung für die künftige Staatsform. Nach der Revolution wurde das Rätesysten weiter gefestigt, um zum Grundgerüst Sowjetrusslands und später der Sowjetunion zu werden. Mit ihrer Gründung 1922, nach der Beendigung des Bürgerkriegs, entstand die erste Räterepublik in Russland. Nach Ansicht einiger Historiker  diente das Attentat auf Lenin 1918 den Bolschewiki lediglich als Vorwand, um die Rechte der Räte und der Opposition einzuschränken: Der Hintergrund des Attentats habe nichts mit dem Rätesystem zu tun, mit dem die Linken Sozialrevolutionäre vollauf zufrieden gewesen seien, sondern der Anlass sei der Abschluss des Friedensvertrages von Brest-Litowsk mit Deutschland gewesen; kurz nach dessen Abschluss war der Bürgerkrieg ausgebrochen. Die Sozialrevolutionäre und Anarchisten kreideten Lenin den Abschluss dieses Vertrages (wie viele Bolschewiki vor Vertragsabschluss ebenfalls) an.
Das ursprüngliche Organisationsprinzip waren die Betriebe, Dörfer, Armeeeinheiten, weshalb man von einer dem Parlamentarismus überlegenen Rätedemokratie sprach. Infolge des Bürgerkrieges konnte das Sowjetsystem aber nur in beschränktem Maße wirken. Zwar konnten entgegen vorherrschender Darstellungen durchaus freie Diskussionen geführt, friedliche Demonstrationen geplant und Arbeiterorganisationen aufgestellt sowie auf kommunaler Ebene die Macht direkt von den Arbeitern und Bauern ausgeübt werden, jedoch konnte die bolschewistische revolutionäre Staatsführung fundamentale Oppositionsbewegungen oder antibolschewistische Strömungen nicht vollkommen akzeptieren. Allerdings ist zu bemerken, dass zu dieser Zeit in der Sowjetgesellschaft verhältnismäßig große Freizügigkeit herrschte, etwa wurden sich selbst als „Arbeiteropposition“ deklarierende, in Wahrheit im Falle der Übernahme der Staatsführung für den Arbeiterstaat tödliche Bewegungen keineswegs verfolgt, solange sie nicht zu Aufständen aufriefen oder Gewalt anwendeten, wie zum Beispiel die Sozialrevolutionäre oder diverse anarchistische Zirkel. Die Jahre bis 1923 waren also von der Notwendigkeit straffer Organisation in Bezug auf die militärische Lage und die wirtschaftliche Not geprägt, was die ursprüngliche Hegemonie der Sowjets einschnürte.
Ab 1923, also in einer Zeit des wirtschaftlichen Aufschwungs, begannen die Rufe unter den Arbeitern nach der Wiederherstellung der Sowjetdemokratie immer lauter zu werden, was jedoch von der zunehmend auf die eigenen Privilegien bedachte Bürokratie, deren Macht zum einen aus temporär angelegten Maßnahmen, wie dem Verbot der Parteien und Fraktionen, und zum anderen aus im Grunde genommen illegalen Prozessen, wie der im Bürgerkrieg erfolgten und von revolutionären Bolschewiki, Anhängern des durch einen Schlaganfall paralysierten Lenin und des an der Front beschäftigten Trotzki, scharf attackierten Verschmelzung des Partei- und Staatsapparates. Nach dem Tode Lenins begann die Bürokratie, zunächst verkörpert durch das Triumvirat Stalin-Sinowjew-Kamenew, ihr Machtmonopol und ihre sozialen Vorteile massiv auszubauen, während sie die Arbeitermassen politisch expropriierte („enteignete“). Die Linke Opposition, zu der sich nun Sinowjew und Kamenew mit Trotzki verbanden, versuchte bis 1927, zuerst eine großangelegte Reform, dann eine zweite Revolution mit dem Zwecke der Wiederherstellung der vollen Sowjetdemokratie, des Mehrparteiensystems, der Abschaffung der Bürokratie an sich etc. zu erreichen. Diese Organisation artikulierte im Grunde die Forderungen der Arbeiter, was zur Folge hatte, dass die Linke Opposition eine im Stillen vom Proletariat gefeierte, halblegale Untergrundpartei wurde. Die herbeigesehnte zweite Revolution wurde jedoch hauptsächlich während des Großen Terrors blutig zerschlagen, ihre Aktivisten erschossen oder deportiert und die Arbeiterklasse gewaltsam völlig demoralisiert.

#### Kronstädter Aufstand März 1921
Eine der Hauptforderungen von Sozialrevolutionären und Anarchisten in den Jahren nach der Oktoberrevolution und dem Friedensvertrag von Brest-Litowsk waren Räte ohne die Bolschewiki. Lenin und dessen Partei schränkten daraufhin die Kompetenzen der Räte stark ein, um die Macht zu behalten, es folgte der Kronstädter Matrosenaufstand. Trotzki, der diesen Aufstand niederschlagen ließ und den Einfluss der Anarchisten bekämpfen wollte, warf den Aufständischen konterrevolutionäre Absichten vor. Für die Bolschewiki waren sie ein gewaltiger Störfaktor, weil die Forderung der Kronstädter Matrosen nach unabhängigen Räten der Absicht der Bolschewiki, das junge Sowjetrussland zu stabilisieren und die Macht ihrer Partei zu sichern, diametral entgegenstand. Nach Lenins Tod 1924 und der Machtübernahme Stalins nahm die Bedeutung der Räte weiter ab.

#### Schauplatz Ukraine
Der für Russland bezüglich der Ukraine ungünstige Friedensvertrag von Brest-Litowsk – die Ukraine gelangte in den militärischen Einflussbereich des Deutschen Reichs – trug mit dazu bei, dass dort zwischen 1918 und 1922 unter Nestor Machno und seiner Machnowschtschina eine anarchistische Revolution herrschte. Er installierte ein am Anarchismus orientiertes Rätesystem, das nach dem Rotationsprinzip funktionierte, wie oben geschildert; die Räte waren jederzeit abrufbar.
Der Anarchismus in der Ukraine fand aber 1922 ein jähes Ende: Kaum hatten die ehemaligen Verbündeten, die Bolschewiki, über die sog. Konterrevolutionäre im eigenen Land gesiegt, griffen sie die Machnowschtschina an und besiegten sie.

## Ab 1936: „Parlament“
Das Jahr 1936 markierte das Ende der Sowjetidee, denn in der neuen Stalinschen Verfassung wurde das basisdemokratische Rätesystem auch formell abgeschafft, und durch machtlose konventionelle Parlamente (Trotzki: „Eine Karikatur eines Parlamentes!“) ersetzt.
Die Verfassung der UdSSR von 1936 führte das allgemeine und gleiche Wahlrecht für alle Bürger der UdSSR ein. Auf allen Verwaltungsebenen wurden fortan Sowjets der Deputierten der Werktätigen in geheimer Abstimmung direkt gewählt. Ihre Bezeichnung wurde mit der Verfassung von 1977 in Sowjets der Volksdeputierten geändert.

„Die Sowjets der Volksdeputierten – der Oberste Sowjet der UdSSR, die Obersten Sowjets der Unionsrepubliken, die Obersten Sowjets der autonomen Republiken, die Regions- und Gebietssowjets der Volksdeputierten, die Sowjets der Volksdeputierten der autonomen Gebiete und der autonomen Kreise, die Bezirks-, Stadt- und Stadtbezirks-, Siedlungs- und Dorfsowjets der Volksdeputierten – bilden das einheitliche System der Organe der Staatsmacht.“

Die Kandidaten wurden von der KPdSU, ihrer Jugendorganisation Komsomol und der Gewerkschaft unter Kontrolle der Parteiorgane aufgestellt. Bis 1987 gab es keine Gegenkandidaten. Das vormalige Prinzip der Unabhängigkeit von Partei(en) und Gewerkschaft wurde hiermit abgeschafft, indem zusätzlich zu den bisherigen Deputierten Vertreter „Öffentlicher Organisationen“ einschließlich des Komsomol in die neuen Gremien, einer Art Parlament, gewählt werden konnten und dort feste Sitze erhielten. Weiterhin wurden die Aufgaben des bisher regierenden Sowjets auf zwei verschiedene Kammern verteilt, den Nationalitäten- und den Unionssowjet. Damit wurde de facto auch die Macht der Vertreter der Nationalitäten des Vielvölkerstaates geschwächt. Der Rätekongress (Sowjetkongress) wurde zum Obersten Sowjet, das (allsowjetische) Zentralexekutivkomitee der UdSSR, welches bislang oberstes Machtorgan der Sowjetunion war, wurde 1938 in ein beigeordnetes Komitee umgewandelt. Der Oberste Sowjet verlor damit Machtbefugnisse in großem Maße. Eine Rätedemokratie war durch diese Reformen nicht mehr möglich. Aber auch nach dem Ende der UdSSR wurde in den Nachfolgestaaten keine Rätedemokratie wieder aufgebaut.

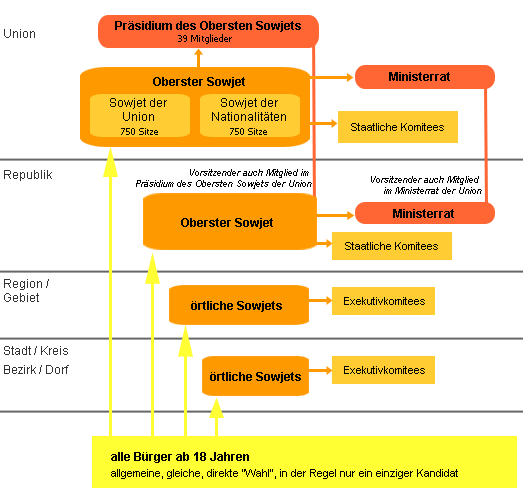
Sowjetsystem in der UdSSR 1977 bis 1988: Sowjets der Volksdeputierten auf den verschiedenen Verwaltungsebenen. Die wahre Macht ging de facto allerdings auf allen Ebenen von den entsprechenden Parteiorganen der KPdSU aus, deren Hierarchie hier nicht dargestellt wird.

### Oberster Sowjet der UdSSR
Das höchste Staatsorgan der UdSSR, der Oberste Sowjet, umfasste zwei gleichberechtigte Kammern, den Unionssowjet und den Nationalitätensowjet, die bei gleicher Sitzungsperiode im Fünfjahresrhythmus von den Bürgern der UdSSR gewählt wurden.
- Die Wahl des Nationalitätensowjets erfolgte nach Unionsrepubliken (je 32 Deputierte), autonomen Republiken (je 11 Deputierte), autonomen Gebieten (je fünf Deputierte) und autonomen Kreisen (je ein Deputierter). Der Nationalitätensowjet hatte also ab den 1960er Jahren 750 Mitglieder.
- Der Unionssowjet wurde gemäß der Verfassung von 1936 nach Wahlkreisen mit je 300.000 Einwohnern gewählt. Die dadurch leicht variierende Mitgliederzahl wurde in der Verfassung von 1977 auf die Zahl der Sitze im Nationalitätensowjet festgeschrieben, im Unionssowjet saßen also 750 nach Wahlkreisen mit gleicher Einwohnerzahl gewählte Deputierte.

Der Oberste Sowjet tagte zweimal im Jahr. Er wählte aus den eigenen Reihen 24 Mitglieder in das Präsidium des Obersten Sowjets, dem außerdem die Vorsitzenden der Obersten Sowjets der Unionsrepubliken von Amts wegen angehörten. Das Präsidium des Obersten Sowjets war ständiges legislatives Organ, sein Vorsitzender das Staatsoberhaupt. Außerdem wählte der Oberste Sowjet den Ministerrat (bis zum 16. März 1946 Rat der Volkskommissare genannt), der den Exekutiv- und Verwaltungsbereich der Regierung bildete.

### Oberste Sowjets der Unionsrepubliken
Analog gab es auf Republikebene die Obersten Sowjets der Unionsrepubliken, die als höchstes Staatsorgan den Ministerrat der jeweiligen Teilrepublik wählten. Sie bestanden jedoch nur aus einer Kammer. Die Vorsitzenden der Obersten Sowjets der Unionsrepubliken gehörten von Amts wegen dem Obersten Sowjet der UdSSR an, die Vorsitzenden der einzelnen Ministerräte auch dem Ministerrat der UdSSR. Die Parlamente der Nachfolgestaaten der Sowjetunion tragen z. T. heute noch den Namen, so ist die Bezeichnung für das Parlament der Ukraine, Werchowna Rada, lediglich die ukrainische Form von „Oberster Sowjet“ bzw. vollständig übersetzt „Oberster Rat“.

### Sowjets unterer Ebenen
Als Sowjet wurden auch Kollektivorgane und Verwaltungen aller Verwaltungsebenen unterhalb der Republik-Ebene bezeichnet.
Rajon-Sowjets waren oft außer für den ganzen Rajon direkt für dessen Zentralort zuständig, wie heute noch beispielsweise an den Institutionen des Rajon Nawahrudak in Belarus zu erkennen.
In den übrigen Siedlungen eines Rajons gab es zusätzlich Dorfsowjets beziehungsweise ggf. Stadtsowjets.
Aus diesem Prinzip abgeleitet, hießen Stadt- und andere Gemeindeverwaltungen in der DDR „Rat der Stadt“ bzw. „Rat der Gemeinde“.